# Familie Broflovski
De familie Broflovski zijn fictieve personages uit de animatieserie South Park. Gerald en Sheila zijn de ouders van Kyle en Ike Broflovski. De stem van Gerald wordt ingesproken door Matt Stone en de stem van Sheila werd eerst vertolkt door Mary Kay Bergman, maar nu door Mona Marshall.
Gerald en Sheila zijn allebei Joods, hoewel ze in de afleveringen Cripple Fight en Kenny Dies te zien zijn in een christelijke kerk.

## Gerald
Gerald Broflovksi is de vader van Kyle en Ike. Hij is, zeker in vergelijking met de andere ouders, een van de meest normale en rationele vaders uit South Park. Wel lijdt hij aan een gokverslaving. Gerald is van beroep advocaat. Dit komt terug in enkele afleveringen, zo helpt hij Chef en Cartman.
Gerald draagt een roze keppel, een groene broek en een beige jack. Verder heeft hij bruin haar en een baard.

## Sheila
Sheila Broflovksi is de moeder van Kyle en Ike. Sheila staat bekend om haar strenge opvoeding. Ze heeft rood haar, draagt een donkerblauw pak en heeft overgewicht. Ze is afkomstig uit New Jersey, waar ze zelf de pest aan heeft.
In South Park: Bigger, Longer & Uncut, de film gebaseerd op de serie South Park, ontketent Sheila zelfs een oorlog met Canada, door als bezorgde moeder een actiegroep voor bezorgde moeders op te richten en het zelfs tot Minister van Defensie te schoppen, omdat alle kinderen grove taal uitslaan na de film van Terrance and Phillip gezien te hebben. In aflevering #106, Death, probeert ze het ook al te verbieden.

## Kyle
Kyle is een van de vier hoofdpersonages. Hij is van de hoofdpersonen degene met het grootste geweten en hij kan (daarom) moeilijk geheimen bewaren.

## Ike
Ike is in Canada geboren als Peter Gints en geadopteerd door Kyle's ouders.